# Protesty w Kazachstanie (2016)
Protesty w Kazachstanie – protesty spowodowane proponowanymi zmianami w prawie sprzedaży państwowej ziemi.

## Przyczyny
30 marca 2016 minister gospodarki narodowej Jerbołat Dosajew zapowiedział, że od 1 lipca tegoż roku 1,7 mln ha ziemi rolnej będzie sprzedawanych na aukcjach. Decyzja ta wywołała niezadowolenie społeczne, choć według niektórych dziennikarzy przyczyną niezadowolenia jest też zła sytuacja gospodarcza w kraju. 11 kwietnia 2016 opublikowano list otwarty adresowany do prezydenta Nursułtana Nazarbajewa, w którym wyrażono obawy przed możliwością kupna lub dzierżawy państwowej ziemi przez obcokrajowców. List podpisali między innymi dyplomata Murat Auezow i pisarz Äbdiżämił Nurpejisow. Pod listem zebrano 50 tysięcy podpisów.

## Protesty
Pierwsze demonstracje przeciwko sprzedaży ziemi odbyły się 24 kwietnia 2016 w Atyrau. W manifestacji uczestniczyło od 700 do 4 tysięcy ludzi. W następnych dniach mniejsze demonstracje odbyły się w Aktau, Aktobe i Semeju. 1 maja 2016, w Dzień Jedności Narodowej, doszło do manifestacji w mieście Żangaözen, a także w Kyzyłordzie, gdzie protestujący zostali rozpędzeni przez policję. 4 maja 2016 w demonstracji w Uralsku wzięło udział kilkadziesiąt osób.

## Reakcje
14 kwietnia 2016 minister rolnictwa Asyłżan Mamytbekow powiedział, że uprawnieni do udziału w aukcjach będą tylko obywatele Kazachstanu i spółki należące do nich. Wiceminister gospodarki narodowej Kajyrbek Öskenbajew podkreślił, że obcokrajowcy będą mogli jedynie korzystać z dzierżawy ziemi, bez możliwości uzyskania prawa własności, a także nie będą mogli brać udziału w aukcjach.
29 kwietnia 2016 policja w Ałmaty zatrzymała kilkunastu działaczy, którzy planowali zorganizować konferencję prasową dotyczącą prywatyzacji państwowej ziemi.
1 maja 2016, w Dzień Jedności Narodowej, prezydent Kazachstanu Nursułtan Nazarbajew ostrzegł przed brakiem jedności narodowej podając jako przykład sytuację na Ukrainie. Dodał także, że Ukraina, będąc drugim pod względem liczby ludności państwem postsowieckim, ma gospodarkę o połowę mniejszą od kazachstańskiej. Prokurator Generalny Żakyp Asanow przypomniał o obowiązujących przepisach zakazujących rozpowszechniania fałszywych informacji, także dotyczących sprzedaży ziemi.
5 maja 2016 Nazarbajew ogłosił moratorium na niektóre przepisy kodeksu ziemskiego i zapowiedział utworzenie Ministerstwa Komunikacji i Informacji. Tego samego dnia do dymisji podał się minister narodowej ekonomii Jerbołat Dosajew oraz wiceminister narodowej ekonomii Kajyrbek Öskenbajew. Następcą Dosajewa został Kuandyk Biszymbajew. 6 maja zrezygnował minister rolnictwa Asyłżan Mamytbekow, którego zastąpił Askar Myrzachmetow. Tego samego dnia ministrem komunikacji i informacji został Däuren Abajew.